# بيو روميرو بوسكي
بيو روميرو بوسكي (بالإسبانية: Pío Romero Bosque) (و. 1860 – 1935 م) هو سياسي من السلفادور .